# Курское (Крым)
Ку́рское (до 1945 года Кишла́в; укр. Курське, крымскотат. Qışlav, Къышлав) — село в Белогорском районе Республики Крым, центр Курского сельского поселения (согласно административно-территориальному делению Украины — Курского сельского совета Автономной Республики Крым). В переводе с крымскотатарского слово «къышла» означает хутор с загонами и сараями, то есть зимнее стойбище для овец с удобным выгоном.

## Население
До 1944 года было заселено преимущественном болгарами. На 1974 год в Курском числилось 1585 жителей. По данным переписи 1989 года в селе проживало 1345 человек. Всеукраинская перепись 2001 года показала следующее распределение по носителям языка.
| Язык             | Процент |
| ---------------- | ------- |
| русский          | 67,48   |
| крымскотатарский | 28,78   |
| украинский       | 3,13    |
| другие           | 0,38    |

### Динамика численности
| - 1833 год — 774 чел. - 1864 год — 1619 чел. - 1886 год — 1215 чел. - 1889 год — 1280 чел. - 1892 год — 1155 чел. - 1897 год — 1674 чел. - 1900 год — 1473 чел. - 1915 год — 2063/116 чел. | - 1904 год — 2114 чел. - 1926 год — 1822 чел. - 1939 год — 1622 чел. - 1974 год — 1585 чел. - 1989 год — 1345 чел. - 2001 год — 1310 чел. - 2009 год — 1364 чел. - 2014 год — 1204 чел. |

## Современное состояние
На 2017 год в Курском числится сквер, площадь, 13 улиц и 1 переулок; на 2009 год, по данным сельсовета, село занимало площадь 158,6 гектара на которой, в 497 дворах, проживало 1363 человека. В селе действуют средняя общеобразовательная школа, детский сад «Малыш», сельский Дом культуры, библиотека-филиал № 9, амбулатория общей практики семейной медицины, отделение Почты России, мечеть. Курское связано автобусным сообщением с райцентром и соседними населёнными пунктами.

## География
Курское — самое восточное село района, расположенное у границы с территорией Судакского горсовета. Находится в пределах Внутренней гряды Крымских гор, у восточного подножия горного массива Кубалач, в долине реки Индол в месте впадения правого притока реки Курты (Сало-Индольская котловина). Высота центра села над уровнем моря — 217 м. Ближайшие сёла: Грушевка Судакского горсовета — около 3 км восточнее и Тополевка — в 5 км западнее. Расстояние до райцентра — около 33 километров (по шоссе), до ближайшей железнодорожной станции Феодосия примерно 43 километра. Транспортное сообщение осуществляется по региональной автодороге 35Н-205 от шоссе Симферополь — Феодосия до Золотого Поля (по украинской классификации — С-0-10516).

## История

### VIII—XVIII века
С VIII—IX веков (возможно и ранее) у северной окраины Курского, у подножия горы Бор-Кая, находилось армянское поселение, от которого осталась вытесанная в скале церковь. Исчезновение селения относят ко времени после завоевания Крыма Османской империей в 1475 году. Предполагается, что во времена Крымского ханства здесь существовала деревня Кишлы, или Къшлав, покинутая при присоединении Крыма к России (8) 19 апреля 1783 года. Возможно, селения и не было — на крымскотатарском къышла означает зимнее стойбище для овец с удобным выгоном, к тому же среди окрестных сёл Ширинского кадылыка Карасубазарского каймаканства, описанных в Камеральном Описании Крыма… 1784 года, похожее название не встречается. В конце XVIII века владелец урочища Али Мурза Ширинский продал за 4000 рублей землю российскому правительству (вариант — землю купили болгары-переселенцы). По свидетельству Петера Палласа от 1794 года, «В Кишлау прежде стоял полк легкой кавалерии, его казарма и конюшни уже развалились». Есть сведения, что в 1780-х годах Кишлавское имение принадлежало князю Потёмкину.

### XIX—XX века
Существуют различные версии о времени основания болгарской колонии Кишлав на территории Кокташской волости Феодосийского уезда: в 1802 году беженцами из Адрианопольского вилайета; в 1803 году переселенцами из поселения Малко Тырново; в 1805 году, когда пустующие земли (видимо, оставленные эмигрировавшими в Турцию) были выделены для 112 домохозяйств из расчёта 33 десятины на мужскую душу, в 1828 году и даже в 1843 году. Во всяком случае, в Ведомости о числе селений… состоящих в Феодосийском уезде… 1805 года колония ещё не числится.

На военно-топографической карте генерал-майора Мухина 1817 года уже обозначена деревня Кишлав, но без указания числа дворов. В 1822 году в Кишлаве открыта Вознесенская церковь (закрыта и уничтожена в 1934 году). На карте 1836 года в болгарской колонии Кишлау 153 двора, как и на карте 1842 года. Шарль Монтандон в своём «Путеводителе путешественника по Крыму, украшенный картами, планами, видами и виньетами…» 1833 года так описал селение 
…богатая и красивая болгарская колония из 120 домов с большой церковью и обиталищем священника. Это место, благодаря расположению и образу жизни населения, заслуживает посещения иностранцами. Число жителей – 774 человека; основное их занятие – выращивание зерновых культур. Иные из этих болгар имеют также виноградники в Судаке, дающие ежегодно до 1 700 ведер вина.
В 1860-х годах, после земской реформы Александра II, деревню приписали к Салынской волости того же уезда. В «Списке населённых мест Таврической губернии по сведениям 1864 года», составленном по результатам VIII ревизии 1864 года, Кишлав — болгарская колония со 188 дворами, 1619 жителями, православной церковью и сельским приказом при речке Мокром Эндоле (на трёхверстовой карте Шуберта 1865—1876 года в болгарской колонии Кишлав обозначено 153 двора).
4 июня 1871 года, в свете «Правил об устройстве поселян-собственников, бывших колонистов», утверждённых Александром II, Кишлав сделали центром Кишлавской волости. На 1886 год в болгарской колонии Кишлав, согласно справочнику «Волости и важнѣйшія селенія Европейской Россіи», проживало 1215 человек в 193 домохозяйствах, действовали православная церковь, школа и лавка.
В «Памятной книге Таврической губернии 1889 года» по результатам Х ревизии 1887 года записан Кишлав, с 239 дворами и 1280 жителями. На верстовой карте 1890 года в деревне обозначено 359 дворов с болгарским населением. По «…Памятной книжке Таврической губернии на 1892 год» в Кишлаве числилось 1155 жителей в 158 домохозяйствах и 302 безземельных жителя, домов не имеющих.
В результате земской реформы 1890-х годов, которая в Феодосийском уезде прошла после 1892 года, в составе Кишлавской волости осталось единственное поселение — собственно Кишлав. Согласно Всероссийской переписи 1897 года в селе Кишлово зафиксировано 1674 жителя, из которых 1640 православных (то есть, болгар). По «…Памятной книжке Таврической губернии на 1900 год» в деревне, составлявшей Кишлавское сельское общество, числилось 1473 жителя в 214 домохозяйствах, подворно владевших 1848 десятинами земли. На 1904 год в селе 364 двора, 2114 жителей (1090 мужчин и 1024 женщины), 2000 десятин надельной земли и 4000 — прикупленной. На 1914 год в селении действовало земское училище. По Статистическому справочнику Таврической губернии. Ч.II-я. Статистический очерк, выпуск пятый Феодосийский уезд, 1915 год, в селе Кишлав, центре Кишлавской волости Феодосийского уезда, числилось 384 двора (235 дворов с землёй, 149 — безземельные) с болгарским населением в количестве 2063 человек приписных жителей и 116 «посторонних», из которых 1050 мужчин и 1013 женщин. Жители владели 3714 десятинами удобной земли. В хозяйствах имелось 420 лошадей, 562 вола, 187 коров и 11600 голов овец, свиней, или коз. На 1917 год в селе действовали церковь, почтовое отделение, кредитное товарищество>.

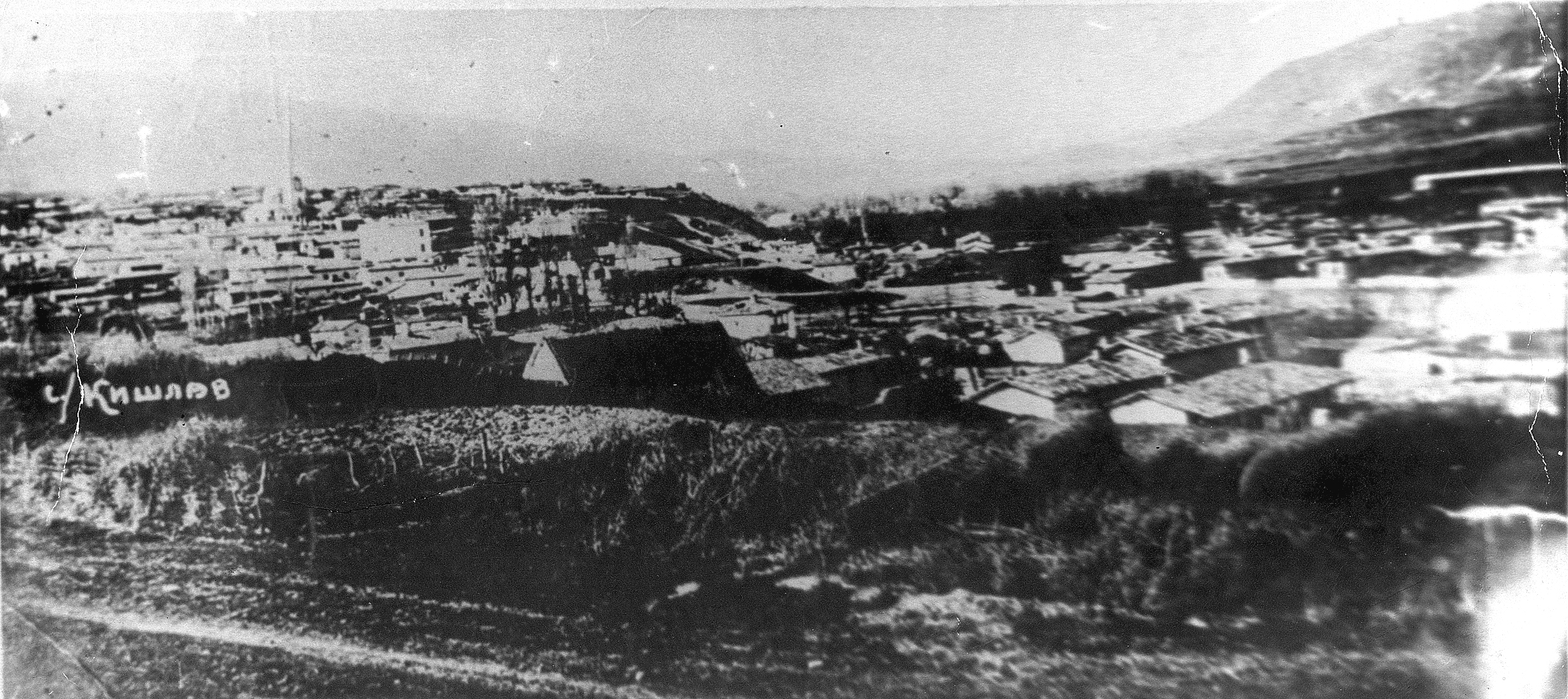
Кишлав, общий вид, 1914 год

### После 1917 года
После установления в Крыму Советской власти, по постановлению Крымревкома от 8 января 1921 года была упразднена волостная система и село вошло в состав вновь созданного Старо-Крымского района Феодосийского уезда, а в 1922 году уезды получили название округов. 11 октября 1923 года, согласно постановлению ВЦИК, в административное деление Крымской АССР были внесены изменения, в результате которых округа ликвидировались и Старо-Крымский район стал самостоятельной административной единицей. Декретом ВЦИК от 04 сентября 1924 года «Об упразднении некоторых районов Автономной Крымской С. С. Р.» Старо-Крымский район был упразднён и село включили в Феодосийский район. Согласно Списку населённых пунктов Крымской АССР по Всесоюзной переписи 17 декабря 1926 года, в селе Кишлав, центре Кишлавского сельсовета Феодосийского района, числилось 474 дворов, из них 432 крестьянских, население составляло 1822 человека, из них 1549 болгар, 133 русских, 44 цыгана, 40 греков, 32 украинца, 8 армян, 7 белорусов, 6 евреев, 1 татарин, 1 чех, действовала болгарская школа I ступени (пятилетка). Постановлением ВЦИК «О реорганизации сети районов Крымской АССР» от 30 октября 1930 года из Феодосийского района был выделен (воссоздан) Старо-Крымский район (по другим сведениям 15 сентября 1931 года) и село включили в его состав. В 1933 году в селе был образован колхоз «Путь Ильича», на 1935 год включавший более 600 хозяйств и имевший 100 гектаров сада и 115 — табака, а также молочную ферму. По данным всесоюзной переписи населения 1939 года в селе проживало 1622 человека.

### Депортация крымских болгар и татар в 1944 году
В 1944 году, после освобождения Крыма от фашистов, согласно Постановлению ГКО № 5984сс от 2 июня 1944 года, 27 июня болгары из Кишлава были депортированы в Кемеровскую область (например г.Киселёвск), Кировскую область, Пермскую область и Среднюю Азию. 102 семьи болгар были направлены на спецпоселение в посёлок Мурыгино и окрестности.

### Заселение села русскими и украинцами и его переименование
12 августа 1944 года было принято постановление № ГОКО-6372с «О переселении колхозников в районы Крыма», по которому в Старокрымский район из Ростовской и Курской областей переселялось 1900 человек и в сентябре того же года в район приехали первые новоселы (212 семей), а в начале 1950-х годов последовала вторая волна переселенцев из различных областей Украины. Указом Президиума Верховного Совета РСФСР от 21 августа 1945 года Кишлав был переименован в Курское и Кишлавский сельсовет — в Курский.

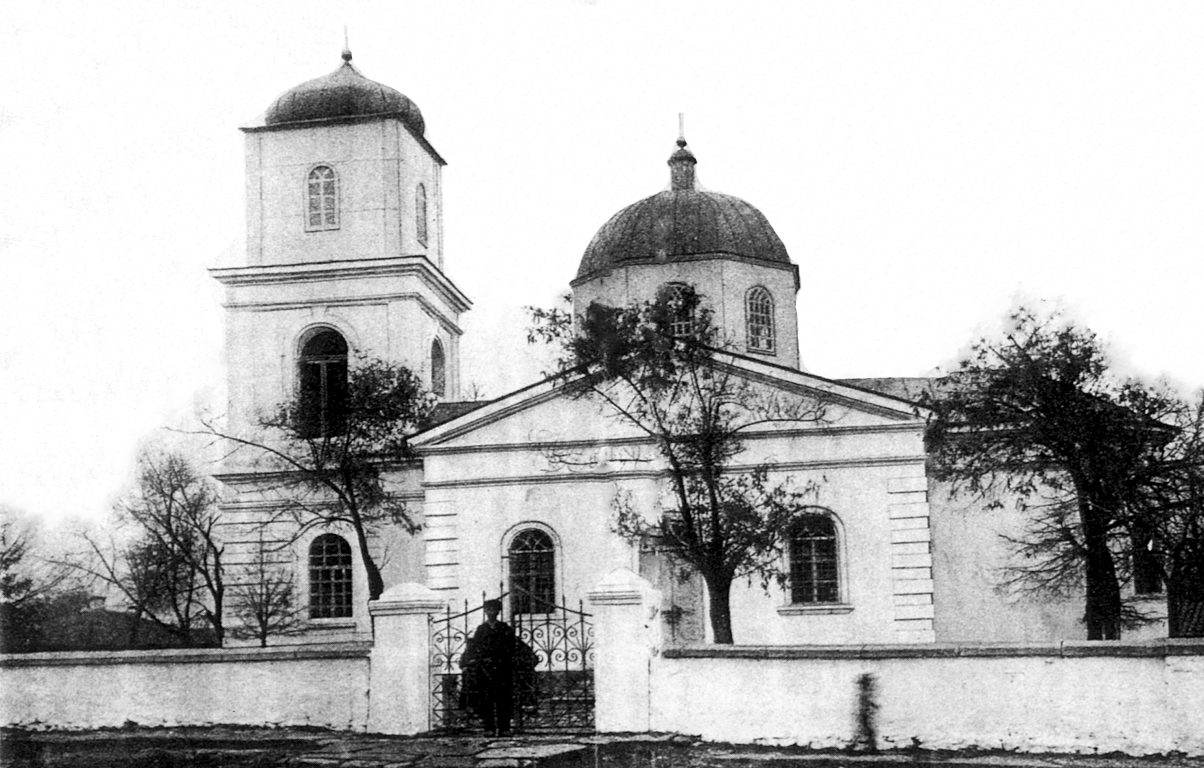
Храм Вознесения Господня в селе Кишлав

## Болгарское культурное наследие
Сегодня о болгарской культуре в городе напоминают лишь отдельные дома. Раньше в селе находился Храм Вознесения Господня, возле которого было кладбище. После войны место расчистили, на месте храма сейчас стоит школа, а на месте кладбища школьный стадион. В окрестностях можно найти разбросанные элементы надгробий с надписями на болгарском языке. По некоторым данным, надгробия также использовали при строительстве свинофермы в 70-х года XX века.

## Территориальная принадлежность
С 25 июня 1946 года Курское в составе Крымской области РСФСР, а 26 апреля 1954 года Крымская область была передана из состава РСФСР в состав УССР. После упразднения в 1959 году Старокрымского района Курское вошло в состав Белогорского. С 12 февраля 1991 года село в восстановленной Крымской АССР, 26 февраля 1992 года переименованной в Автономную Республику Крым. С 21 марта 2014 года в составе Крыма аннексировано Россией.